# 合肥南站 (2011年以前)

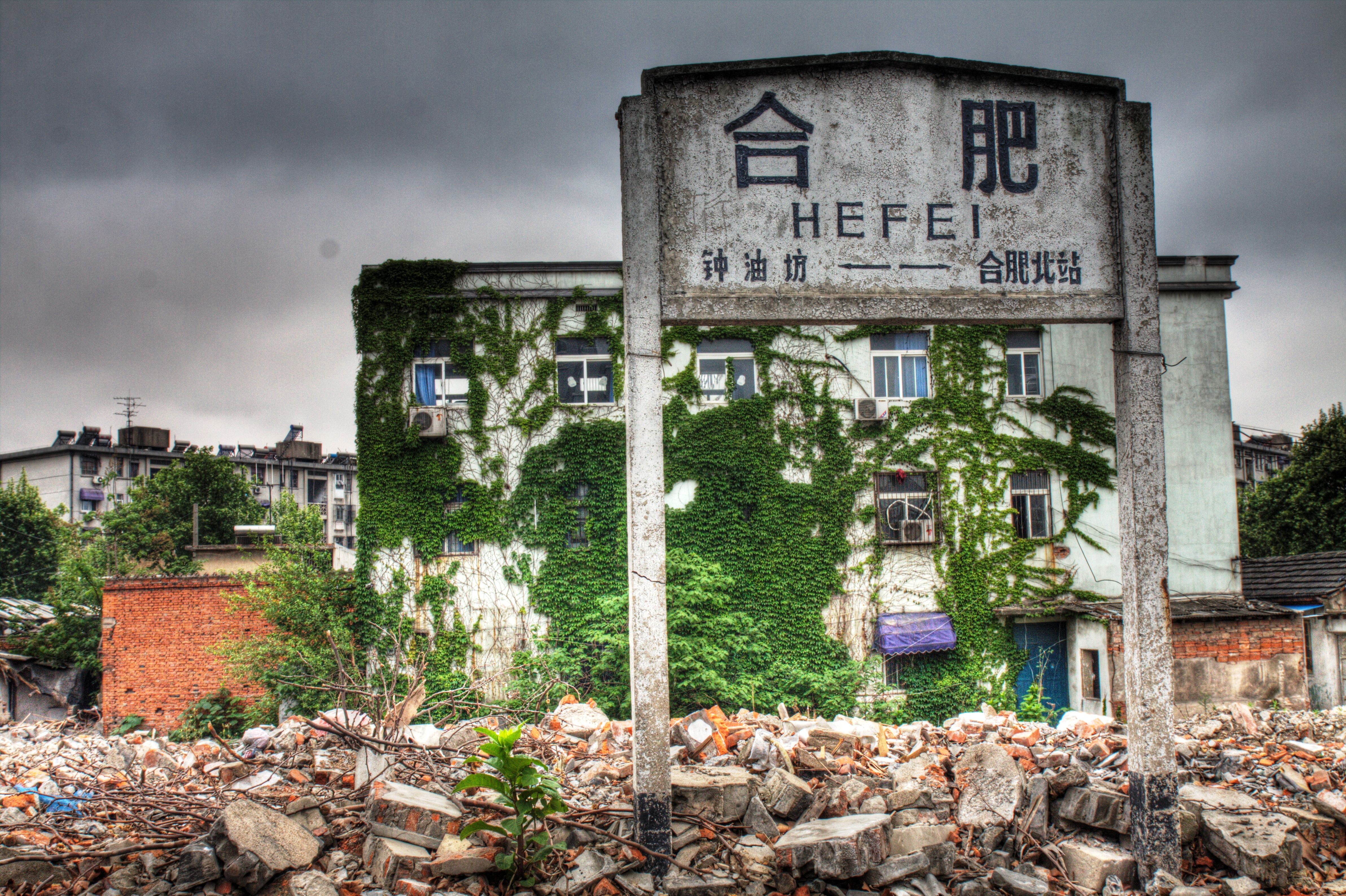
车站站牌

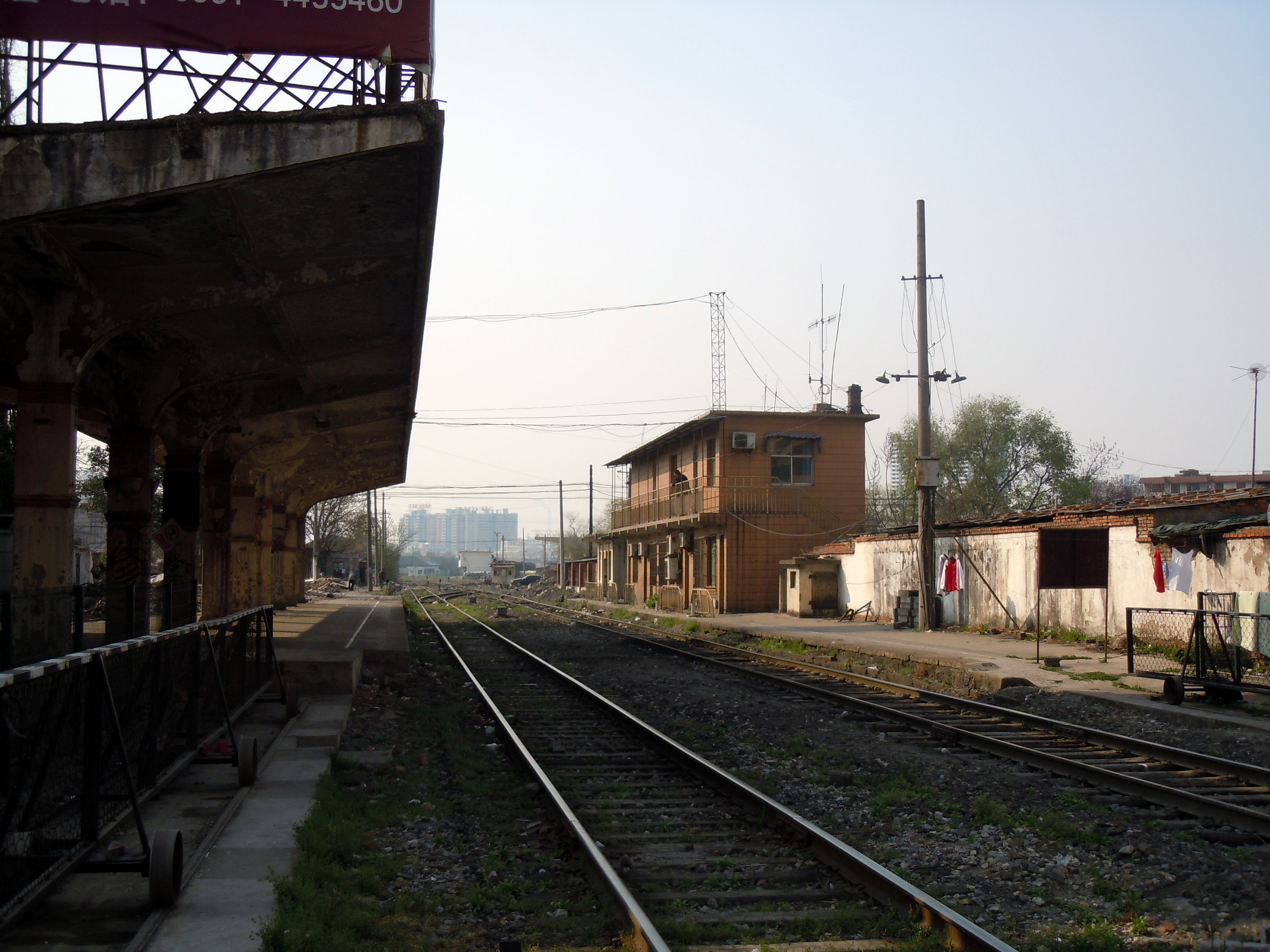
车站站台

合肥南站，一般称作合肥老火车站，位于安徽省合肥市瑶海区明光路与胜利路交叉口附近、淮南线K96+628公里处，曾经是合肥枢纽重要的区段站，后来仅剩下货运业务。2011年12月，合肥北站取代了合肥南站原有的货运功能，合肥南站停止使用。

## 历史[1]
老合肥站建于1935年12月，翌年1月竣工，2月1日启用:100。
车站建成初期非常简陋，只有临时票房5间，由土坯墙和麦草顶搭建成，而站台也是土制的，也没有遮阳棚。1936年4月，由平砌砖墙和板条顶棚构成的站房落成，站台也换成了水泥地坪，并加上了瓦垄铁顶。另外，车站的内设除了售票房，还增建了行李室、电报室、办公室、站长室、分队长室及警察室，以及三间候车室，分别为头等和二等旅客、普通旅客和女性旅客服务；一共有房屋17间、638平方米。同时车站被定为客、货运输二等站。
1937年，淮南线被破坏，运输中断，老合肥站被迫关闭。1942年，水家湖至合肥段铁路修复，车站站恢复站务，但被改名庐江驿。1944年，日本侵略军拆除水家湖至裕溪口段铁路器材，以移修水家湖至蚌埠铁路，车站再次被关闭。抗日战争胜利前夕，日军用飞机轰炸淮南线铁路，车站设施被炸毁。
1946年1月，淮南铁路局动工抢修淮南铁路，并在次年10月10日修通水家湖至合肥段铁路。车站被正式定名为合肥火车站（简称合肥站），并开始办理客运业务。1949年1月，合肥站办理慢车、混合列车运输业务，隔日一趟。

### 增扩建设施
1951年，合肥站一号、二号站台和站前广场及第一候车室竣工启用；候车室可容纳260余名乘客候车，而一号站台长380米，二号站台长300米。1952年，为适应货运需要，合肥站新建有效长度192米的货一线1条，仓库和1.1米高的站台各1座。这些设施主要被用于装卸煤炭、储存木材、粮食转运等。1953年，因原货一线不能适应建材运输量急骤增长的需要，遂将原机务折返段改建为北货场一线。
1956年，扩建的第一候车室使用面积为550平方米，可容纳旅客430名。同时建成的还有一号站台风雨棚；此棚为钢筋混凝土结构，长247米，宽13.8米，总建筑面积3410平方米。1957～1959年，西货场一、二、三、四、五线和桥吊线等6条货物装卸线建成。4座站台总建筑面积16993平方米，15幢仓库总建筑面积6206平方米。1959～1960年，6～11股道和长447米的北端牵出线建成。
1961年，总建筑面积608平方米的售票厅落成，可同时开启6个窗口对外售票。同年建成的货一线简易零担仓库为砖瓦结构，总建筑面积562平方米，可容纳行包1250件。1964年，二号站台被加长至400米。1966年，为方便二、三道旅客上、下车，合肥站在站台中部建成地下通道。地道长25米，宽3.1米，高2.4米，总面积77.5平方米。
1970年，为满足零担运输需要，西货场二线由贯通式改为尽头线；同时扩建仓库1座，建筑面积为1048平方米。
1975年，为改善旅客候车条件，合肥站增建第二候车室。此室建筑面积924平方米，可容纳旅客700人。1980年，建软席候车室1座，建筑面积为166平方米；同时改造原售票厅，增加了售票窗口。
1978年3月，为解决站场紧张问题，合肥站建成12～14股道。1985年4月，修建15条南部牵出线(有效长度643米)。

### 运营
合肥站的行政业务关系隶属蚌埠铁路分局，运输业务由蚌埠铁路分局合肥地区办事处指导。该站是上海铁路局辖区内的客、货运输一等站，下辖合肥北站和钟油坊站。1985年时有职工1229名，占地总面积48.85万平方米；有调车线路14股，主要装卸设备45台(最大起重能力20吨级)，每小时卸煤能力1000吨；有2个旅客候车室和西、北2个货场，其中货场内有货位281个，货物线10条，分整车、零担、集装箱、危险货物等4个货区。
1985年，合肥站年货运到发量417.85万吨，其中始发量89.08万吨；日到发通过客运列车22个车次，其中始发6个，到达6个，通过10个；年客运到发量655.37万人次，其中始发331.42万人次。当年营运(客、货)收入4768.58万元，利润70万元。
由于该站位于合肥交通干道附近，一直有火车挡道影响交通的问题。1997年4月1日，位于合肥北部的新合肥站正式启用，取代了老火车站。该站改名为合肥南站，只保留货运功能。
2010年3月16日，合肥铁路枢纽南货场搬迁工程开工。2011年12月，合肥北站货场功能正式启用，该站随之停止使用，目前仅剩被胜利路截断的两段老站台保存完好。

## 相邻车站
| 上一站          | 中国铁路 | 中国铁路     | 中国铁路 | 下一站          |
| --------------- | -------- | ------------ | -------- | --------------- |
| 合肥北6km起訖站 |          | 合肥南线废弃 |          | 钟油坊8km起訖站 |